# Мышиная башня
Мышиная башня (нем. Mäuseturm) — бывшая защитная и наблюдательная башня высотой 24,65 метра в Бингене-на-Рейне. Находится на рейнском острове Мышиной башни перед городским районом Бингербрюк (нем. Bingerbrück). Построенная как таможенный наблюдательный пост в начале XIV века, башня получила своё имя на основе немецкой легенды о гибели епископа Гаттона.

## История
Фердинанд Лютмер предполагает, что название происходит либо от «таможенная башня» (др.-в.-нем. muta дорожная пошлина), либо от слова «орудие» (нем. Muserie), либо от «наблюдательная башня» (ср.-в.-нем. mûsen высматривать, выжидать).
Башня была построена в первой половине XIV века как таможенный наблюдательный пост, для усиления таможенной заградительной системы замка Эренфельс, или чтобы предотвращать столкновения кораблей в проливах Бингена в качестве маяка. Однако точная история её возникновения неясна. Башня была разрушена во время Тридцатилетней войны и в ходе войны за Пфальцское наследство в 1689 году. В 1845 году она отремонтирована для использования в качестве маяка прусским правительством. Прусский король Фридрих Вильгельм IV повелел восстановить её в псевдоготическом стиле в 1855—1856 годах по плану Эрнста Фридриха Цвирнера и архитектора Фридриха Альберта Кремера. Мышиная башня стала пограничной межой прусской Рейнской провинции с герцогством Нассау и Великим герцогством Гессен. С 1850 по 1974 год она служила маяком для судов, проходящих по Рейну. С расширением фарватера в 1973-74 годах эта функция отпала.

## Легенда
Согласно легенде, Мышиная башня построена Майнцским епископом Гаттоном II в X веке. Когда настал голод, жестокосердный епископ запретил оказывать помощь бедным из своих переполненных амбаров. Наскучив их мольбами, Гаттон собрал бедняков в пустом амбаре и повелел своим слугам сжечь его. На крики погибающих он насмешливо сказал: «Слышите, как пищат мыши?»
В этот момент дом епископа заполнился тысячами мышей. Слуги бежали от такой лавины грызунов, а сам епископ отправился на корабле вниз по Рейну. Прибыв на остров, Гаттон почувствовал себя в безопасности. Но мыши заживо съели его и в запертой башне.
Данное этимологическое сказание объясняет название башни. Оно широко распространено. В период рейнского романтизма эта страшная легенда вдохновляла художников, писателей и поэтов, например, Клеменса Брентано, Фердинанда Фрейлиграта и Виктора Гюго, русскому читателю легенда известна по балладе «Суд Божий над епископом» Василия Андреевича Жуковского, переводу одноимённой баллады Роберта Саути. С начала XIX века сюжет легенды часто переносился на Гаттона I, предшественника Гаттона II.

## В популярной культуре
В компьютерной игре «Ведьмак 3: Дикая Охота» легенда о Мышиной башне была реализована в виде задания, в ходе которого главному герою необходимо было изучить заполненную мышами про́клятую башню, где голодные крестьяне убили помещика и его семью, считая, что они утаивают продовольствие и насмехаются над голодающими.